# 里耶圣母镇
里耶圣母镇（法語：Notre-Dame-de-Riez，法語發音：[nɔtʁ dam də ʁje]）是法国卢瓦尔河地区大区旺代省的一个市镇，位于该省西部偏北，属于莱萨布勒多洛讷区。

## 地理
里耶圣母镇（46°44'43"N, 1°54'27"W）面积14.62 平方千米，位于法国卢瓦尔河地区大区旺代省，该省份为法国西部沿海省份，北起大西洋卢瓦尔省和曼恩-卢瓦尔省，西临大西洋，南至滨海夏朗德省，东部及东南部与德塞夫勒省接壤。
与里耶圣母镇接壤的市镇（或旧市镇、城区）包括：科姆基耶、勒弗努耶、圣伊莱尔德里耶、苏朗。
里耶圣母镇的时区为UTC+01:00、UTC+02:00（夏令时）。

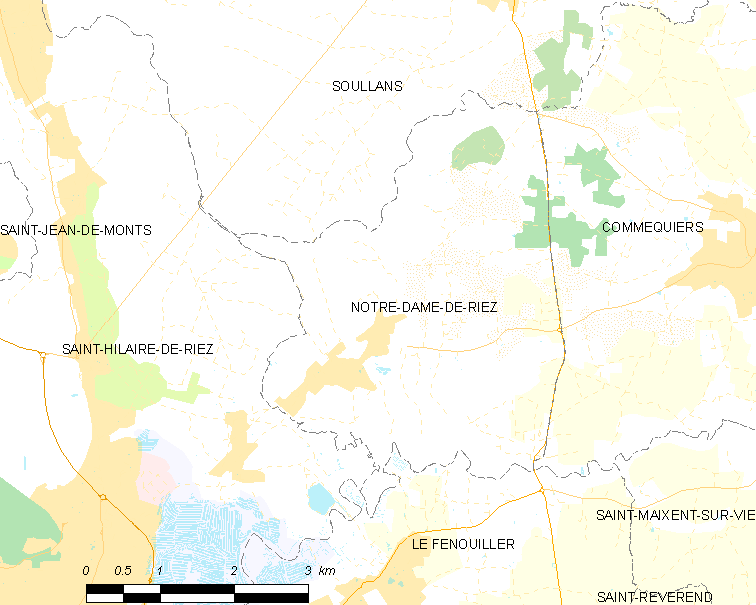
里耶圣母镇的OSM定位图

## 行政
里耶圣母镇的邮政编码为85270，INSEE市镇编码为85189。

## 政治
里耶圣母镇所属的省级选区为圣让德蒙县。

## 人口

1962-2008年间里耶圣母镇人口变化图示

里耶圣母镇于2022年1月1日时的人口数量为2179人。